# Hoằng Châu
Hoằng Châu là một xã thuộc tỉnh Thanh Hóa, Việt Nam.
Xã Hoằng Châu có diện tích 12,31 km², dân số năm 1999 là 7.730 người, mật độ dân số đạt 628 người/km².
Từ ngày 16 tháng 6 năm 2025 theo Nghị quyết số 1686/NQ-UBTVQH15  của Ủy ban Thường vụ Quốc hội,  sáp nhập  toàn bộ diện tích tự nhiên, quy mô dân số của các xã Hoằng Thắng, Hoằng Phong, Hoằng Lưu và Hoằng Châu thuộc huyện Hoằng Hóa  thành xã mới có tên gọi là xã Hoằng Châu. Xã này chính thức hoạt động từ ngày 01 tháng 7 năm 2025.